# 馬爾伯勒村 (馬里蘭州)
馬爾伯勒村（英語：Marlboro Village）是位於美國馬里蘭州佐治王子縣的一個普查規定居民點。

## 人口
根據2020年美國人口普查的數據，馬爾伯勒村的面積為10.05平方千米，當中陸地面積為9.94平方千米，而水域面積為0.11平方千米。當地共有人口9221人，而人口密度為每平方千米917.51人。